# Puccinia pogonarthriae
Puccinia pogonarthriae ist eine Ständerpilzart aus der Ordnung der Rostpilze (Pucciniales). Der Pilz ist ein Endoparasit der Süßgräser Pogonarthria squarrosa und Eragrostis chalcantha. Symptome des Befalls durch die Art sind Rostflecken und Pusteln auf den Blattoberflächen der Wirtspflanzen. Sie kommt im südlichen Afrika vor.

## Merkmale

### Makroskopische Merkmale
Puccinia pogonarthriae ist mit bloßem Auge nur anhand der auf der Oberfläche des Wirtes hervortretenden Sporenlager zu erkennen. Sie wachsen in Nestern, die als gelbliche bis braune Flecken und Pusteln auf den Blattoberflächen erscheinen.

### Mikroskopische Merkmale
Das Myzel von Puccinia pogonarthriae wächst wie bei allen Puccinia-Arten interzellulär und bildet Saugfäden, die in das Speichergewebe des Wirtes wachsen. Aecien oder Spermogonien der Art sind nicht bekannt. Die zimtbraunen Uredien des Pilzes wachsen zumeist oberseitig auf den Wirtsblättern. Ihre hyalinen Uredosporen sind 25–28 × 21–24 µm groß, breitellipsoid bis breit eiförmig und fein stachelwarzig. Die blattoberseitig wachsenden Telien der Art sind schokoladenbraun, pulverig und früh offenliegend. Die gold- bis hell haselnussbraunen Teliosporen sind zweizellig, ellipsoid und 30–37 × 21–25 µm groß. Ihre Stiele sind farblos und bis zu 100 µm lang.

## Verbreitung
Das bekannte Verbreitungsgebiet von Puccinia pogonarthriae umfasst Malawi, Simbabwe und Südafrika.

## Ökologie
Die Wirtspflanzen von Puccinia pogonarthriae sind Pogonarthria squarrosa und Eragrostis chalcantha. Der Pilz ernährt sich von den im Speichergewebe der Pflanzen vorhandenen Nährstoffen, seine Sporenlager brechen später durch die Blattoberfläche und setzen Sporen frei. Die Art verfügt über einen Entwicklungszyklus, von dem bislang lediglich Telien und Uredien sowie deren Wirt bekannt sind; Spermogonien und Aecien konnten dem Pilz nicht zugeordnet werden.